# Isabel da Costa Ferreira
Isabel da Costa Ferreira, ou Isabel Ruak Ferreira, née le 15 avril 1974 à Same au Timor portugais et morte le 18 juin 2023 à Dili au Timor oriental, est une avocate et femme politique. Elle est élue députée en 2001 et candidate à l'élection présidentielle en 2022. Elle consacre une grande partie de sa vie à la défense des droits humains.

## Biographie
Isabel da Costa Ferreira est née le 15 avril 1974 à Same dans une famille de 14 enfants. Ses parents sont Mateus da Costa Ferreira et Ana Flora de Jesus Ferreira. En 1975, le Timor oriental est occupé par l'Indonésie. Isabel da Costa Ferreira termine l'école secondaire en 1993 et obtient son diplôme en droit de l'université nationale de Denpasar à Bali en 1998.
Elle commence sa carrière professionnelle en s'impliquant activement dans la lutte contre la violations des droits humains pendant la période d'occupation militaire indonésienne.
En 1998 et 1999, elle travaille comme coordinatrice générale de l'ONG Kontras Timor-Timur et directrice de la Commission des droits de l'homme Timor-Loro Sa'e (CDHTL) en 1999-2001.
Isabel Ferreira est activement impliquée dans la lutte contre les violations des droits humains par les forces d'occupation indonésiennes dans son pays natal. De 1998 à 1999, elle est coordinatrice générale de l'organisation non gouvernementale Kontras Timor-Timur  et de 1999 à 2001 elle est directrice de la Commission des droits de l'homme Timor -Loro Sa'e.
En 2001, elle est élue membre de l'Assemblée constituante, pour l'União Democrática Timorense (UDT). Elle se consacre notamment à la rédaction des articles de la nouvelle Constitution du Timor oriental, relatifs aux droits de l'homme.
Elle abandonne son siège parlementaire lorsqu'elle devient membre du 2e gouvernement intérimaire (en) du 30 septembre 2001 au 19 mai 2002 où elle travaille sous la direction de Sérgio Vieira de Mello, administrateur des Nations unies, comme conseillère indépendante sur les droits de l'homme. Elle poursuit cette fonction sous le Premier ministre Marí Alkatiri jusqu'en 2006.
Parallèlement, Isabel Ferreira occupe divers postes dans les domaines humanitaire, politique et des droits de l'homme, notamment comme vice-présidente de la Croix rouge du Timor-Leste (de) de 2002 à 2005, conseillère aux droits de l'homme auprès du premier ministre de 2001 à 2006, vice-ministre de la justice en 2006 dans le gouvernement du Premier ministre José Ramos-Horta et membre de la Commission Vérité et Amitié (en) de 2005 à 2008,. 
De 2009 à 2010, Isabel Ferreira est présidente du secrétariat d'appui à la Commission de promotion de la Police nationale du Timor oriental et, de 2009 à 2011, conseillère juridique du secrétaire d'État à la Défense. Depuis 2010, elle est présidente de la Commission de suivi du processus de promotion dans la police nationale et, de 2011 à 2015, commissaire de la Commission de la fonction publique (de).
Parmi ses autres fonctions, Isabel Ferreira est coordinatrice du groupe de travail pour le Plan d'action national sur les droits de l'homme (2003-2006), membre du groupe de travail pour la rédaction de la loi sur les anciens combattants (2004-2005), membre du groupe de travail pour la formation de la Commission sur les personnes disparues (2005), membre du Groupe permanent Gouvernement-Église (2005), membre de la Commission nationale des droits de l'enfant (2005-2006), membre du Conseil supérieur de la justice (2006-2011), coordinatrice de la Commission pour la formation d'un comité de gestion des frontières (2009-2010), coordinatrice du comité de négociation de l'accord sur les prestations supplémentaires de la police nationale (2009-2010) et membre de la réforme du secteur de la sécurité (2009-2010). Elle participe également à de nombreuses conférences internationales en tant que conférencière[réf. souhaitée].
Isabel da Costa Ferreira épouse l'homme politique Taur Matan Ruak en mai 2001. Ils ont deux filles, Lola et Tamarisa et un fils, Quesadhip. Taur Matan Ruak est président de la république du Timor oriental de 2012 à 2017, puis Premier ministre en 2018.
Isabel Ferreira s'implique dans le Partidu Libertasaun Popular (PLP), que Taur Matan Ruak rejoint pour participer aux élections législatives de 2018. Elle fonde l'organisation féminine du parti, les Mulheres e Familias do Partido de Libertação Popular. Elle voyage également à travers le pays pour créer des sections locales du parti PLP[réf. souhaitée].
Le 28 janvier 2022, Isabel Ferreira est candidate à l'élection présidentielle, officiellement comme candidate indépendante mais les membres du PLP lui apportent un soutien très visible. Le slogan de sa campagne est « Dieu, famille et patrie ». Elle est éliminée au premier tour des élections, avec seulement 4 219 voix (0,6 %),.
Isabel Ferreira décède le 18 juin 2023 à l'hôpital national Guido Valaderes (de) d'un cancer de l'intestin. Elle est enterrée au cimetière de Becusi (de).